# Lazarev Island
Lazarev Island ist eine Insel im Archipel Südgeorgiens im Südatlantik. Sie ist die nördlichste der Kuprijanow-Inseln und liegt nordwestlich der Einfahrt zur Diaz Cove.
Das UK Antarctic Place-Names Committee benannte sie 2009. Namensgeber ist Michail Petrowitsch Lasarew (1788–1851), Kommandant der Fregatte Mirny bei der ersten russischen Antarktisexpedition (1819–1821) unter der Leitung von Fabian Gottlieb von Bellingshausen.